# Frozen (Attrapark)
Frozen (voorheen Jet Star), was een stalen achtbaan die zijn laatste rondes maakte in het Russische attractiepark Attrapark, Moskou.

## Geschiedenis

### Familiepark Drievliet
In de jaren 1970 opende de achtbaan onder de naam Jet Star in Familiepark Drievliet in Den Haag. De achtbaan is van het model City Jet van de Duitse attractiebouwer Anton Schwarzkopf. Dergelijke achtbanen werd oorspronkelijk gebouwd in 1973 voor Duitse kermissen, dus de attractie is niet ouder dan bouwjaar 1973. De attractie heeft tot 1995 in Familiepark Drievliet gestaan.
Vervolgens is de achtbaan verkocht aan een Turkse handelaar om ruimte te maken voor Kopermijn. Vermoedelijk heeft de achtbaan gereisd en heeft het o.a. gedraaid in Mexico voordat het weer in een park terecht kwam.

### Sokolniki Park /Парк Сокольники
Na de millenniumwisseling van het jaar 2000 werd de achtbaan naar Rusland verhuisd en werd het permanent geplaatst in het attractiepark Sokolniki Park in Moskou. De achtbaan kreeg hier de naam Frozen en kreeg een winterse thematisering die het idee van bobsleeën geeft. De attractie heeft daar gedraaid tot vermoedelijk 2012.

### Attrapark
Vervolgens is de achtbaan verplaatste naar het in tevens in Moskou bevindende Attrapark. De achtbaan heeft daar nog tot 2019 dienst gedaan voordat het werd gesloten en uit het park verwijderd.

## Gegevens
De achtbaan heeft treinen van twee wagons aan elkaar waarin drie à zes personen achter elkaar kunnen plaatsnemen zoals in een bobslee. De capaciteit per trein is dus twaalf personen. Om een ritje te mogen maken moet men 140 cm groot zijn, vanaf 120 cm wordt ook al toegang verleend mits begeleiding door een volwassene. Oorspronkelijk rijden op de City Jet van Schwarzkopf treinen zonder beugels aangezien de trein een weinig gevaarlijk ritverloop maakt.